# Marco Kutscher
Marco Kutscher (Norden, 2 de mayo de 1975) es un jinete alemán que compitió en la modalidad de salto ecuestre.
Participó en dos Juegos Olímpicos de Verano, en los años 2004 y 2008, obteniendo dos medallas de bronce en Atenas 2004, en las pruebas individual y por equipos (junto con Otto Becker y Christian Ahlmann).
Ganó tres medallas de oro en el Campeonato Europeo de Saltos Ecuestres, en los años 2005 y 2011.

## Palmarés internacional
| Juegos Olímpicos   | Juegos Olímpicos        | Juegos Olímpicos  | Juegos Olímpicos |
| Año                | Lugar                   | Medalla           | Categoría        |
| ------------------ | ----------------------- | ----------------- | ---------------- |
| 2004               | Atenas (Grecia)         | Medalla de bronce | Individual       |
| 2004               | Atenas (Grecia)         | Medalla de bronce | Por equipos      |
| Campeonato Europeo |                         |                   |                  |
| Año                | Lugar                   | Medalla           | Categoría        |
| 2005               | San Patrignano (Italia) | Medalla de oro    | Individual       |
| 2005               | San Patrignano (Italia) | Medalla de oro    | Por equipos      |
| 2011               | Madrid (España)         | Medalla de oro    | Por equipos      |